# Ozoray Árpád
Ozoray Árpád, Tobijaš Ninčić (Ókanizsa, 1833. szeptember 3. – Budapest, 1896. augusztus 12.) hírlapíró.

## Élete
Tanulmányainak félbeszakításával 1848-ban a szegedi gimnázium IV. osztálybeli hallgatóival Péterváradon az első lovas tüzérütegbe lépett, ahol fokozatosan hadnagyi rangra emelkedett. Részt vett a vár és a hídfő védelmezésében, a kamenici sáncok ostromában és bevételében. Itt sebet kapott bal vállán. 1849 májusában Guyon Richárd hadtestéhez helyezték át, mellyel részt vett a szőregi csatában, ahol fején kapott sebet. Innét 400 sebesülttel Újaradra vezényelték, ahol átadta a sebesülteket, mire Lugosra húzódott, ahol augusztus 12-én ismét Guyon tábornok vezetése alatt részt vett az oroszok ellen vívott csatában, hogy menekülőink időt nyerjenek; nyolc óráig vívott csata után visszavonultak. Ezután bujdosott és 1850 februárjában tizenegyedmagával fogták el és Nagyváradra kísérték, ahol Braunhof tábornok németül így szólt hozzájuk: «menjetek haza, anyátokhoz, szopni».
Szülőföldére visszatérve, sebeinek begyógyulása után folytatta tanulmányait Hódmezővásárhelyen, majd Szegeden a főgimnáziumban. 1855-ben a fővárosba ment és be akart iratkozni az egyetemre; de miután ott az előadás német nyelven folyt, elállott szándékától. Egy ideig (1858-60.) vidéki színtársulatoknál súgó is volt. 1860-ban ismét a fővárosba ment és az irodalom terén kezdett működni; írt a Hölgyfutárba, Délibábba és Napkeletbe. Megismerkedett az akkori fővárosi írókkal és baráti viszonyban volt Beőthy László, Lisznyai Damó Kálmán, Kövér Lajos, Balázs Sándor sat. írótársaival. Az említett lapoknak állandó munkatársa lett, majd az 1851-ben megindult Nefelejtsnek, Ország Tükrének, a Jövő című politikai lapnak (1862-1863.) főmunkatársa; később a Magyarország és a Nagyvilágnak és Képes Világnak.
1868-ban műszaki fordítónak lépett be a magyar királyi vasútépítészeti igazgatósághoz, ahonnét 1870. szeptember 1-jén a magyar királyi államvasutak igazgatóságához mint fogalmazót helyezték át. Itt sem maradt sokáig. Ezután lázas munkával dolgozott, fordított és apró füzeteket készített kiadóknak; ebből élt sanyarogva, de azért nagy buzgalmat fejtett ki a mások sorsának javításán; így szervezte a házmesterek egyletét, majd leányegyletet alakított a gyári munkásnők között. A legnagyobb komolysággal nyári ruhában tél idején tartotta az ünnepi beszédet egy asztaltársaságnak szegény gyermekeket ruházó ünnepén. Megéljenezték. Meghalt 1896. augusztus 12-én a budapesti Szent István kórházban és az írói segélyegylet temettette el.

## Írásai
Cikkei a Hölgyfutárban (1859-1864. Költemények és francziából ford. beszélyek); a Divatcsarnokban (1859. Úgy legyen, Dumas Sándor legújabb regénye ford., 1860. Leonardo da Vinci, ford.); Emich G. Nagy Naptárában (1860. Dózsa Dániel); Emich Nagy Képes Naptárában (1861. Verbőczy István életrajza); a Balatonfüredi Naplóban (1861. 12. sz. Szőllösi Nina siremlékének leleplezése alkalmával mondott beszéde); a Szegedi Hiradóban (1861. cikkek Figaró álnévvel); a Honban (1861. Magyar vasuti politika, három cikk); az Ország Tükrében (1863. A pesti gyep történetének vázlata, 1865. Egy éj az egyiptomi katakombákban); a Képes Világban (1867. beszély); a Vasárnapi Ujságban (1872. A pesti vízvezeték); a Pécsi Figyelőben (1878. 17. sz. Az ötvenes évek irodalma a fővárosban); a Hölgyek Lapjában (1883-87. Az ötvenes évek irodalmi élete a fővárosban, Csongor álnévvel); a Gyulafehérvárban (1889. 41. sz. Egy költemény története); a Tasnádban (1890. Tóth Kálmán és az öreg Bucsánszky); írt még a Magyar Föld, Budapesti Ujság, Nemzeti Hirlap, Pesti Hirlap, Pesti Napló, Budapesti Hirlap, Pester Journal című lapokba és 1876-1878-ig főmunkatársa volt a Curiai Értesítőnek és a Magyar Jogásznak.

## Munkái
- Játékszini Emlény 1858-ra. Gyula, 1858.
- Pécsi nemzeti szinházi Emlény 1858-1859-re. Pécs, 1859.
- Játékszini Emlény. Nemzeti szinházi évkönyv. Magyar-Óvár, 1860.
- Emlény. Emlék-zsebkönyv. Egész új, komoly és tréfás napkeleti virágnyelv. Kiadta Vahot Imre. Pest, 1860.
- Eredeti virágnyelv humoriszt. kifejtés szerint. Agg és ifjú szerelmesek részére. Ugyanott, 1860.
- Nefelejtsbokor. Eredeti virágnyelv. A virágra alkalmazott költői gondolatok gyűjteménye. Uo. 1865.
- Tapin asszony. Regény. Irta Kock Pál, francziából ford. Uo. 1870.
- Vasut-építési-, üzleti-, távirászati- és gépészeti német-magyar és magyar-német szótár. Uo. 1872. és 1877. (Czímkiadás).
- A szeretet áldozata. Regény. Irta Dash grófnő, francziából ford. Uo. 1872.
- Kis patakból lesznek nagy folyók. Regény. Ch. P. de Kock után. Francziából ford. Uo. 1873.
- Friquet. Regény. Ch. P. de Kock után francziából ford. Uo. 1873.
- A kovácsok strájkja. Irta Coppée Ferencz, francziából. Uo. 1873. (Versben).
- Judásfiak. Regény Ponson du Terrailtól, francziából ford. Bpest, 1874. Két kötet (két kiadás, fametszetekkel).
- Casanova Jakab emlékiratai és kalandjai. Lipcse, 1873-76. 22 rész 11 kötetben. (Fordították többen, legtöbb részét O. fordította). Ezeken kívül a Révai testvérek számára egy levelező, egy pohárköszöntő s egy gyermekköszöntő könyvet írt; Méhner Vilmos részére pedig körülbelül 18 füzetnyi erkölcsi olvasmányt dolgozott át németből.

### Kéziratban
Nőm alszik, vígj. egy felv. (először a pesti nemzeti színházban 1861. júl. 10.); A szerencse gyermeke, jellemrajz, öt felv. Irta Birchpfeifer Sarolta, ford. (a kassai szinházban 1873. szept. 12. adták elő).
Kiadta Szőllösi Nina költeményeit.
Szerkesztette a Család Lapját 1878. szeptembertől 1879. márczius végéig és a Pénzügyőrségi Közlönyt 1884 első négy hónapjában ápr. 17-ig.

## Álnevei
Az említetteken kívül: Szemes, Tünde az Omnibusban (1869.), a Pikáns Lapokban (1884.), a Budapesti Ujságban (1886.), Pesti Hirlapban (1886.) és Nemzeti Hirlapban (1885-86.) és jegyei: y-d., y.